# Joaquim Távora
Joaquim Távora là một đô thị thuộc bang Paraná, Brasil. Đô thị này có diện tích 289,173 km², dân số năm 2007 là 15841 người, mật độ 32,9 người/km².